# Petar Crni
Petar Crni (latinul: Petrus Zerni) a 11. század második felében élt horvát nemes, és költő volt.

## Élete
Valószínűleg Spalato városában született a 11. század közepén, Mihača fia Gumaj gyermekeként. Más források azt állítják, hogy Črne, spalatói prior fia volt. Testvére, Dabrus a Spalato közelében állt Szent István kolostor szerzetese volt. VII. Gergely pápa reformjainak szimpatizánsa volt, így szláv (horvát) származása ellenére Dalmáciában és Horvátországban is a latinisták oldalán állt. Végül feleségül vette Annát, a szintén latinista Maius Favo spalatoi nemes lányát. Miután Zvonimir király néhány földet nagybátyjának, Stresának adományozott, Crni, aki akkoriban az ország egyik legbefolyásosabb embere volt, ellenezte a király döntését. Arra kérte a királyt, hogy gondolja meg magát, mert a birtokok valójában az övé voltak. Ennek alátámasztására elküldte tanúit Sebenicoba, és ott rávette a királyt, hogy adja vissza birtokát.
Neve leginkább a poljicai Selóban állt Szent Péter-kolostor megalapításáról ismert, melyet feleségével együtt 1080. október 11-én, Dmitar Zvonimir horvát király uralkodása alatt alapított. A falakkal körülvett épületegyüttes lakóépületeket foglalt magában. Petar Crni a kolostort földekkel és malmokkal is megajándékozta (Poljicán, Spalatóban és Brač szigetén), valamint művészeti tárgyakkal, ezüst edényekkel és miseruhákkal látta el. A kolostor a maga idejében gazdag könyvtárral rendelkezett, mely körülbelül 25 tekercset tartalmazott, bár ezek egyik darabja sem maradt fenn. A kolostor történetét nagyrészt a 12. század elejéről származó Supetari kartulárium írja le, amelyből kiderül, hogy Petar Crni a régió legnagyobb jövedelemmel rendelkező rabszolga-kereskedője volt, és a kolostor gazdasága is nagyrészt ezen nyugodott. A kereskedést a Sebenicoból, Kninből és a környező régióból származó emberekkel és külföldi kereskedőkkel, köztük a longobárdokkal folytatta.

## Sírfelirata
Idős korára ugyanebben a kolostorban lett szerzetes, ahol állítólag a 12. század elején halt meg. Sírfeliratát, ami a latinista és a glagolita pártok konfliktusáról ad hírt, a templom maradványai őrizték meg. Feltételezik, hogy a maradványok a szarkofágját is tartalmazták, mielőtt az építkezés során megsemmisültek.
Sírkőlapján egy hexameteres vers olvasható, melynek első négy versszakát magának Petar Crninek tulajdonítják, a többi verssort pedig testvére, Dobre vésette rá. Petar Crni verseit eredetinek tekintik, melyek kiemelkednek az akkori költészeti alkotások közül.
| (magyarul) „Egy ilyen nyomorult házban nézd meg, milyen az ember A földi bolondságra törekedtem, hogy ne legyek hasznára senkinek Míg erős voltam, féltem a világtól Ez minden, amit a (földi) életemről el tudok mondani.” | (latin)„TAM SORDENTE DOMO PERSPICE QVID SIT OMO / IN REBUS STVLTIS STVDVI NICHIL VTILE MVLTIS / ET DVM UIGVI TERROR IN ORBE FVI/PARVM ADVC DICAM DE MEI CORPORIS V(I) T(A)M” |
| | |

A Dobre által vésetett felirat:
| (magyarul) „Miközben a bőség által körülvett világban élünk, Péter ragyogott az eszével, és jól üzletelt. Mindent megvetett: szíve mindig az örökkévalóságért dobogott. Falakat épített és díszített. Itt pihen a csillagok felé törekvő lélekkel. Uram ítélj, végezz itt felőlem.” | (horvátul)„Dok življaše na svijetu okružen obiljem, umom svijetljaše Petar i dobro poslove vođaše. Sve prezre: srce uvijek pružaše vječnosti. Hram sagradi sa zidinama i uresi ga. Ovdje počinu, duhom težeći zvijezdama. Gospod određuje, Dobre me ovdje dovrši.“ |
| | |